# Comté de Day
Pour les articles homonymes, voir Day.
Le comté de Day est un comté situé dans l'État du Dakota du Sud, aux États-Unis. En 2010, sa population est de 5 710 habitants. Son siège est Webster.

## Histoire
Créé en 1879, le comté est nommé en l'honneur de Merritt H. Day, leader démocrate à la législature du territoire du Dakota.

## Villes du comté
- Cities :
  - Bristol
  - Waubay
  - Webster

- Towns :
  - Andover
  - Butler
  - Grenville
  - Pierpont
  - Roslyn

- Ancienne municipalité :
  - Lily

## Démographie
Selon l'American Community Survey, en 2010, 94,94 % de la population âgée de plus de 5 ans déclare parler l'anglais à la maison, 2,03 % dakota, 1,56 % l'espagnol, 0,56 % l'allemand et 0,91 % une autre langue.
| 1880 | 1890  | 1900   | 1910   | 1920   | 1930   |
| ---- | ----- | ------ | ------ | ------ | ------ |
| 97   | 9 168 | 12 254 | 14 372 | 15 194 | 14 606 |

| 1940   | 1950   | 1960   | 1970  | 1980  | 1990  |
| ------ | ------ | ------ | ----- | ----- | ----- |
| 13 565 | 12 294 | 10 516 | 8 713 | 8 133 | 6 978 |

| 2000  | 2010  | - | - | - | - |
| ----- | ----- | - | - | - | - |
| 6 267 | 5 710 | - | - | - | - |